# Euselasia euoras
Euselasia euoras is een vlindersoort uit de familie van de prachtvlinders (Riodinidae), onderfamilie Euselasiinae.
Euselasia euoras werd in 1855 beschreven door Hewitson.